# تون لاک
تون لاک (به انگلیسی: Tone Lōc) (زاده ۳ مارس ۱۹۶۶ ) بازیگر و رپر آمریکایی است. از فیلم‌های معروف او می‌توان به بازی در ایس ونچورا، عدالت شاعرانه و گروه تعقیب اشاره کرد.